# Schulmedizin
Schulmedizin, universitäre Medizin, wissenschaftliche Medizin und Hochschulmedizin  sind Bezeichnungen für die an Universitäten und ihnen gleichgestellten wissenschaftlichen Hochschulen in aller Welt gelehrte und allgemein anerkannte Medizin.
„Schulmedizin“ wurde ursprünglich als abwertender Kampfbegriff in der zweiten Hälfte des 19. Jahrhunderts von Vertretern der Homöopathie und Naturheilkunde geprägt und verbreitet. Die Bezeichnung ist bis heute in Gebrauch, um heilkundliche Lehren und Praktiken, die zum Lehrinhalt der akademischen Medizin gehören, von der Alternativmedizin abzugrenzen. Als Ersatzbegriff wurde „wissenschaftlich orientierte Medizin“ vorgeschlagen.

## Geschichte
Der Ausdruck „Schulmedizin“ lässt sich von der mittelalterlichen Bezeichnung für medizinische Ausbildungsstätten herleiten (beispielsweise Schule von Salerno, auch Medizinschule von Salerno genannt, lateinisch Schola (medica) Salernitana), woraus sich als „Hohe Schulen“ die Hochschulen (insbesondere die Universitäten) entwickelt haben: Der Begriff Schola medicinae, bzw. englisch School of medicine, wurde auch im Sinne von „medizinischer Lehre oder Ausbildung“ benutzt.

### Historische Kontexte im 19. und frühen 20. Jahrhundert

#### Allopathie versus Staatsmedicin
Bevor der Begriff „Schulmedizin“ für die an den Universitäten gelehrte Medizin aufkam, wurde vom Begründer der Homöopathie, Samuel Hahnemann, der Begriff „Allopathie“ geprägt. „Allopathie“ avancierte rasch zur Sammelbezeichnung für ein breites Spektrum konventioneller Therapien, zu denen Hahnemanns Heilkunst – aber nicht nur sie – im Gegensatz stand. In der 1831 veröffentlichten Schrift Die Allöopathie. Ein Wort der Warnung an Kranke jeder Art. warnt Hahnemann vor den Ärzten sowie der Arzneikunst „alter Schule“. Die so von ihm Etikettierten und Angegriffenen empfanden den Begriff „Allopathie“ als rufschädigend. Goethes Arzt Christoph Wilhelm Friedrich Hufeland schlug vor, sich statt des „viel zu engen, ja, ganz falschen Worts Allopathie“ immer des Worts „rationelle Medizin“ zu bedienen. Denn der wesentliche Unterschied der bisherigen wissenschaftlichen Medizin gegen die homöopathische sei „eben das Begründetseyn auf Vernunft und Vernunftschluß“. Hufelands Vorschlag vermochte sich in den Reihen der medizinischen Orthodoxie nicht durchzusetzen, und man bevorzugte bis weit in die zweite Hälfte des 19. Jahrhunderts den weitgehend wertneutralen Begriff „Staatsmedicin“. Auf den Staat bezog sich im Jahr 1994 auch noch der medizinkritische Chirurg und Autor Julius Hackethal, der das Wort „Schulmedizin“ als „Oberbegriff für die im Staatsauftrag gelehrte und praktizierte sowie staatlich geduldete Gesundheitshilfe“ verstand.

#### Zweite Hälfte des 19. Jahrhunderts
Als sich Mitte des 19. Jahrhunderts die Zellularpathologie etablierte und die jahrhundertealte Humoralpathologie der naturwissenschaftlich-analytischen, mit quantifizierenden Methoden arbeitenden empirischen Medizin weichen musste und nachdem sich seit dem zweiten Drittel des 19. Jahrhunderts ein gänzlich neues Methodeninstrumentarium entwickelt hatte, gewann die naturwissenschaftlich geprägte Richtung in der Medizin an Einfluss. Zugleich gerieten die Anhänger der Homöopathie, des Mesmerismus, der Naturheilkunde und anderer medizinischer Richtungen ins Abseits und wurden zusehends als „Quacksalber“ und „Kurpfuscher“ abgelehnt. Im Gegensatz zum gegenwärtig viel weiter gefassten Begriff „Naturheilkunde“ waren deren damalige Vertreter, die so genannten „Naturärzte“ (eine Bezeichnung, die sowohl für Naturheilkunde ausübende approbierte Ärzte als auch für Naturheilverfahren bei Erkrankten anwendende medizinische Laien benutzt wurde), der Ansicht, Naturerkenntnis sei nur durch die natürlichen menschlichen Instinkte zu erwerben, nicht durch Wissenschaft. Maßgeblich war für sie in der zweiten Hälfte des 19. Jahrhunderts die von dem bayrischen Militärarzt Lorenz Gleich (1798–1865) entwickelte „Lehre vom Naturinstinkt“. Lorenz Gleich führte (unter Rückgriff auf den von ihm nicht zitierten Christoph Wilhelm Hufeland) nicht nur den Begriff „Naturinstinkt“, sondern auch den der Naturheilkunde allgemein ein und verstand darunter „Naturheilverfahren ohne Medicin im schneidenden Gegensatz zum Heilverfahren mit Medicin“. Gegen Ende des 19. Jahrhunderts verschärften sich die Auseinandersetzungen der approbierten Ärzteschaft mit den gesetzlich tolerierten Laienheilern und deren umstrittenen Verfahren, nachdem diese mancherorts die Kassenzulassung erreicht hatten. Auf den deutschen Ärztetagen wurden wiederholt Resolutionen verabschiedet, die vom Gesetzgeber ein Verbot der „Kurpfuscherei“ forderten. Nach der Entdeckung der Mikroorganismen durch Louis Pasteur und Robert Koch entstand die Bakteriologie. Impfmittel, Immunisierungs- und Antikörper wurden entwickelt. Im Verlauf des 19. Jahrhunderts wurden immer mehr Krankenhäuser eingerichtet. Im Rahmen der Bismarck’schen Sozialgesetze von 1883 wurden die neuen medizinischen Errungenschaften und die sozialstaatlich ermöglichten Therapien breitenwirksam angewendet. Zeitgleich fand ein weitreichender Umbau des Medizinwesens statt: Vorklinische Fächer wurden an die gewonnenen Erkenntnisse der Sinnesphysiologie angepasst. Neue Forschungsgebiete, wie die Hygiene, die Ernährungsphysiologie, die Pharmakologie oder die Endokrinologie, wurden entwickelt. Noch vor 1900 erfolgte eine Ausdifferenzierung in die heute etablierten medizinischen Fachrichtungen: Orthopädie, Kinderheilkunde, Dermatologie, Hals-Nasen-Ohren-Heilkunde, Neurologie, Psychiatrie usw. Technische diagnostische und therapeutische Erfindungen wie die Blutdruckmessung, mikroskopische Blutdiagnosen, die Röntgentechnik, die Analyse von Körperausscheidungen und die Elektrodiagnose setzten sich in der Praxis durch. Die Organ-, Nerven- und Gefäßchirurgie machte schnelle Fortschritte. Hauttransplantationen wurden vorgenommen und das Wundfieber durch aseptische und antiseptische Maßnahmen zurückgedrängt.
In der zweiten Hälfte des 19. Jahrhunderts hatte der Begriff „Allopathie“ durch die ständige Wiederholung bereits viel von seiner ursprünglichen Schärfe eingebüßt. Der deutsche Pathologe und Prähistoriker Rudolf Virchow verwendete Bezeichnungen wie „naturwissenschaftliche Medizin“ oder „medizinische Wissenschaft“, um sich von den spekulativen, romantisch-naturphilosophischen Strömungen in der Medizin des 19. Jahrhunderts abzugrenzen. Diese Bezeichnungen transportierten aber nicht die von Homöopathen und Naturheilbewegung erwünschten, negativen und abwertenden Konnotationen, um den alten Begriff „Allopathie“ im Kampf gegen die hauptsächlich an den Universitäten gelehrte Medizin ablösen zu können.

### Verbreitung des Begriffes Schulmedizin
Der deutsche Begriff „Schulmedizin“ wurde wahrscheinlich erstmals 1876 vom homöopathisch orientierten Arzt Franz Fischer (1817–1878) aus Weingarten (Württemberg) in den Homöopathischen Monatsblättern, der Mitgliedszeitung des Laienvereins „Hahnemannia“, verwendet. Fischer war der Ansicht, dass die zeitgenössische „Schulmedizin“ ältere Erfahrungen der Ärzte längst vergessen habe. Die Bedeutung von „Schulmedizin“ als Schlagwort hatte er noch nicht erkannt. Fischer verwendete auch Begriffe wie „Staatsmedizin“, „Allopathie“ und „medizinische Wissenschaft“. In Homöopathen-Kreisen als Kampfbegriff popularisiert wurde „Schulmedizin“ Anfang der 1880er Jahre aufgrund des publizistischen Einsatzes des Stettiner Laienhomöopathen Heinrich Milbrot, der „Schulmedizin“ stets als abwertenden Begriff anstelle von „Allopathie“ benutzte. Milbrot verwendete den Begriff „Schulmedizin“ konsequent seit 1881 in der Populären Zeitschrift für Homöopathie.
Dem Kampf der Homöopathieanhänger schlossen sich Protagonisten der Naturheilkunde an. Nach Meinung der Naturheilkundler waren das zunehmende „Spezialistentum“ und der als übertrieben bewertete, wissenschaftliche „Forschungsdrang“ schuld daran, dass die „ganzheitliche“ Betrachtungsweise des Menschen von der „Partialdiagnose“ der zellular-pathologischen Krankheitslehre verdrängt wurde. Mit Konzepten der Naturheilkunde sollten die im Verwissenschaftlichungsprozess der Medizin beiseite gedrängte humoralpathologische Harmonielehre und Diätetik wieder aufgewertet werden.
Im Verlauf der Auseinandersetzung wurde der Begriff „Schulmedizin“ auch von einzelnen Vertretern der naturwissenschaftlichen Richtungen in der Medizin akzeptiert und verwendet. Dem Medizinhistoriker Robert Jütte zufolge kann man um das Jahr 1900 von einer allgemeinen Verbreitung und Akzeptanz des Begriffes sprechen. Rudolf Virchows Aufsatz Zum neuen Jahrhundert lasse sich entnehmen, dass sich der einst ideologisch stark belastete Begriff „Schulmedizin“ zu einer weitgehend wertneutralen Sammelbezeichnung für die herrschende Richtung in der Medizin gewandelt hatte.

### Antisemitisch konnotierte Begriffsverwendung
In den ersten Jahren der NS-Zeit (1933–1945) erfuhren Laienheilkundige und nicht-schulmedizinisch tätige Ärzte (Naturärzte, Homöopathen) zunächst eine erhebliche Aufwertung, weil die Schulmedizin unter Nationalsozialisten als „jüdisch-marxistisch“ durchsetzt, zu stark sozialmedizinisch orientiert und zu therapiefreudig galt. Universitäten und Ärzteschaft im Deutschland der 1920er und 1930er Jahre galten unter Antisemiten als „verjudet“. In diesem Kontext verwendeten antisemitisch eingestellte Kritiker der etablierten Medizin in den 1930er Jahren den Kampfbegriff „verjudete Schulmedizin“, um ihrer Forderung nach einer „gesunden Volksmedizin“ bzw. der „Neuen deutschen Heilkunde“ Nachdruck zu verleihen. Gemeint war damit eine stärkere Bedeutung für naturheilkundliche Ansätze und Verfahren in der medizinischen Praxis. Der im Bund völkischer Europäer engagierte Publizist und Volksschullehrer im Ruhestand, Karl Weinländer, benutzte 1934 den Begriff „verjudete und verfreimaurerte Schulmedizin“, um zu kritisieren, dass die akademischen Vertreter der gerade neu etablierten Rassenkunde zu diesem Thema bereits vorliegende und seiner Ansicht nach wertvolle Werke als „unwissenschaftlich“ und „nicht den Anforderungen des Nationalsozialismus entsprechend“ zurückwiesen. Gemeint waren Traktate von Autoren wie ihm selbst. Als Folge dieser Schulmedizin fehle es jungen Ärzten an „Erfahrung und Schulung auf rassekundlichem Gebiet“. Stattdessen hätten sie „nach den Weisungen hoher judenfreundlicher Rassenwissenschaftler die weltpolitischen Interessen des hebräischen Bundes in der Rassenfrage vielleicht unbewusst zu vertreten“.

## Ersatzbegriffe
Der Internist Johannes Köbberling, Mitglied der Arzneimittelkommission der deutschen Ärzteschaft, kritisierte 1998 die Verwendung des Begriffs „Schulmedizin“ zur Bezeichnung der „eigentlichen Medizin“ als abwertend: Zwar könne man den Begriff wohlwollend so interpretieren, dass dies die Medizin sei, die an Hochschulen gelehrt wird. Jedoch habe schon Samuel Hahnemann den Ausdruck „Schulmedizin“ verwendet, um die zu seiner Zeit etablierte Medizin abzuqualifizieren. „Schule“ habe in diesem Zusammenhang ein starres, unflexibles System bedeutet, das in festen Denkstrukturen verhaftet und unfähig zu Innovationen sei. Die wissenschaftliche Medizin vertrete aber gerade nicht ein geschlossenes System, sondern sei dadurch gekennzeichnet, dass sie sich kontinuierlich in Frage stellt. Der Begriff „Schulmedizin“ besage so genau das Gegenteil von dem, was ausgedrückt werden müsste. Köbberling habe sich deshalb angewöhnt, den Begriff konsequent zu vermeiden und von Medizin schlechthin zu sprechen bzw. von wissenschaftlicher Medizin, wenn die Abgrenzung zur „unwissenschaftlichen Medizin“ oder Paramedizin beabsichtigt sei.
In einem Positionspapier aus dem Jahr 2015 kommt er gemeinsam mit anderen Mitgliedern der Arzneimittelkommission zu dem Schluss, dass es „überzogen“ wäre, „von der vorfindlichen Schulmedizin als ‚wissenschaftlicher Medizin‘ zu reden“. Mit und in der Medizin müsse gehandelt werden „und dies allzu oft, ohne befriedigende (validierte oder gar wissenschaftlich erklärte) Therapien etc. an der Hand zu haben“. Die „wissenschaftliche Medizin“ sei vielmehr ein Ideal, an dem sich die Schulmedizin ausrichte. Diese solle man daher richtiger als „wissenschaftlich orientierte Medizin“ bezeichnen und damit nicht jeden einzelnen ihrer Vertreter „und gewiss nicht jede ihrer Praktiken, sondern das Gesamtunterfangen mit seiner Grundorientierung meinen“.